# Marcela Rodríguez
Marcela Rodríguez Ramírez (née le 18 avril 1951) est une compositrice et professeure de musique classique mexicaine,.

## Biographie
Marcela Rodríguez naît à Mexico. Elle étudie la guitare et la composition avec Leo Brouwer. Elle poursuit sa formation pendant un certain temps à Londres, puis retourne à Mexico pour étudier avec Julio Estrada et María Antonieta Lozano.
Ses œuvres sont jouées dans le monde entier, notamment aux États-Unis, au Venezuela, en Espagne, et son opéra Las Cartas de Frida est représenté à Heidelberg, en Allemagne, en Moldavie et en Grèce. Elle enseigne la composition pour l'opéra, la danse et le théâtre au Mexique et en Espagne, ainsi qu'à l'Université catholique de Colombie et à l'Université catholique de Washington,.
Sa composition musicale est généralement associée à des paysages naturels, à la nature humaine et à différentes cultures. Bien qu'elle ait reçu la majeure partie de son éducation musicale au Mexique avec des compositeurs mexicains, elle affirme que sa musique n'est pas associée à la musique latino-américaine. En combinant différentes cultures, sa musique présente un style unique qui contient de nombreux éléments musicaux de différents pays. La culture européenne influence le plus sa musique, une fois qu'elle a dit "L'Espagne fait partie de ma vie". Son œuvre Asilah mêle les cultures arabe et espagnole. Le développement musical de cette pièce reflète la géographie du nord du Maroc, la frontière avec l'Espagne au sud du Maroc. Le style musical de la pièce passe progressivement de la culture espagnole à la culture arabe. Asilah a un concept similaire avec son travail intitulé El Horizonte, basé sur un paysage naturel.

## Œuvres
Marcela Rodriguez compose de la musique de chambre, des symphonies, des concertos, des opéras et aussi des pièces pour instruments solistes, voix, théâtre et danse. Les œuvres sélectionnées comprennent :
- La Sunamita, opéra (1991), livret de Carlos Pereda 1988[2]
- Séneca, opéra, livret de Carlos Thiebaut (1993)
- Las Cartas de Frida (2011), livret de Frida Kahlo
- Bola Negra, texte de Mario Bellatin
- La Fábula de las Regiones
- Concierto para guitarra y orquestra
- Concierto pour violoncelle et orchestre
- 2 concertos pour flûte à bec et orchestre
- 2 concertos pour piano et orchestre
- Vertigos pour quatre percussionnistes et orchestre
- Mural pour quatre percussionnistes et Orchestre
- Horizonte Oaxaqueño pour orchestre symphonique et trio de flûtes
- Vertigo pour Orchestre Symphonique (2018)
- Concert de violon (2018)
- Tenebris, quartet de cordes inspiré par les cas de féminicides[11]

### Musique de chambre
- Asilah pour ensemble[7]
- Tres Danzas pour ensemble
- 3 Trios de flûte
- Nocturno pour guitare solo
- Apocalipsis violoncelle solo
- Ensemble Caïda
- 4 lumbres pour violoncelle solo
- 4 pièces pour piano solo

## Discographie
Sa musique est enregistrée et éditée sur CD. Les enregistrements sélectionnés incluent :
- Séneca, CD audio (13 juin 2006) Urtext Records, ASIN : B000FII2LQ
- "Funesta", lettre de Juana Inés de la Cruz pour soprano et ensemble[2]
- Casi Una Pregunta, Casi Una Respuesta (Almost a Question, Almost an Answer): Latin American Piano Music in the 21st Century par Martha Marchena, Aurelio de la Vega, Marcela Rodriguez et Carlos Alberto Vazquez, CD audio (30 juin 2009) MSR Classics, ASIN : B002FKFW24
- Musica Sinfonica Mexicana CD audio (18 février 1997) Urtext Records, ASIN : B000005DMD